# Monti Picentini
Monti Picentini je pohoří na jihozápadě Itálie, v Kampánii. Leží východně od Amalfitanského pobřeží a města Salerno. Monti Picentini je součástí Kampánských Apenin, respektive Jižních Apenin.

## Geografie
Nejvyšší horou je Monte Cervialto (1 809 m), k dalším nejvyšším vrcholům náleží Monte Terminio (1 806 m) a Monte Polveracchio (1 790 m).

## Geologie a flora
Pohoří se skládá ze dvou odlišných částí. Západní část je vyšší, s příkrými svahy a hlubšími údolími. Geologicky je tvořená dolomitem. Východní část je nižší, vrcholy hor mají nadmořskou výšku okolo 1 000 m a mají zaoblenější tvary. Hlavní horninou je zde vápenec. V nižších polohách rostou především kaštanovníky, nad 900 m jsou bukové lesy.